# Stolnica Ribe
Stolnica Ribe ali stolnica Naše Gospe Marije (dansko Ribe Domkirke stoji v starodavnem mestu Ribe na zahodni obali južne Jutlandija na Danskem. V dobi Vikingov jo je kot prvo krščansko cerkev na Danskem ustanovil Ansgar, menih misijonar iz Hamburga, z dovoljenjem poganskega kralja Horika I. Stolnica je v svoji dolgi zgodovini doživela več škodljivih dogodkov in je bila obnovljena, razširjena in večkrat okrašena. Stolnica v Ribeju je danes najbolje ohranjena romanska stavba na Danskem, vendar odraža množico različnih arhitekturnih slogov in umetniških tradicij. Uvršča se med najbolj priljubljene turistične znamenitosti na Danskem in je prejela dve zvezdici v Michelinovem vodniku.

## Zgodovina
Ribe je najstarejše ohranjeno mesto na Danskem. Ribe se je začel kot odprt trgovski trg na severnem bregu reke Ribe, kjer se izliva v Severno morje. Danci, Norvežani, Švedi, Nemci, Frizijci, Angleži in druge kulture so občasno sem prinašale menjalno blago iz vseh delov severozahodne Evrope. Pokrajina v okolici Ribe je ravna, razpihana z vetrom in peščena, brez posebnega naravnega pristanišča, vendar so včasih čolni lahko vstopili v reko iz morja in pripluli do mesta. V poznem srednjem veku so naravni procesi sedimentacije v Vatskem morju to možnost zaprli. Tržnico Ribe je odobril kralj Angantyr (Ongendus) ali kralj Harald Hildetand že leta 705. V dobi Vikingov je bil Ribe živahno mednarodno trgovsko središče, zaradi česar je bilo idealno izhodišče za krščanske misijonarje iz Hamburga, da sprožijo proces pokristjanjevanje Skandinavije.
Haralda Klaka, kralja v Jutlandiji, je njegov kralj Horik I. prisilil v izgnanstvo in je pobegnil v Nemčijo, da bi dobil pomoč od Ludvika Pobožnega, kralja Frankov. Ludvik Pobožni je odložil Haraldovo prošnjo in mu kot tolažilno nagrado ponudil vojvodino Frizijo, če bi postal kristjan. Harald se je strinjal in bil krščen skupaj s svojo ženo, družino in »štiristo Danci« v njegovi družbi. Harald se je leta 826 vrnil na Dansko, da bi si povrnil svoje nekdanje dežele in s seboj pripeljal misijonarskega meniha Ansgarja, da bi nadaljeval pokristjanjevanje Dancev. Haraldova prepirljiva narava se je kmalu pokazala in pobegnil je nazaj v Frizijo, Ansgar pa je bil prisiljen zapustiti Dansko.
Prvo cerkev v Ribeju je leta 860 ustanovil Ansgar, ki je kasneje postal hamburški nadškof. To je bila lesena cerkev, zgrajena z dovoljenjem kralja Horika I. na južni strani reke, čez trg. Ansgar si je pridobil zaupanje kralja, ki je leta 845 požgal Hamburg, Ansgarjevo domače mesto. Toda Danci v Hedebyju in Ribeju so se kmalu pritožili nad cerkvenimi zvonovi, za katere so se bali, da bi lahko prestrašili kopenske duhove (dansko landvætter). Kot odziv na povečan uspeh Ansgarja in njegovih tovarišev je mladi kralj Horik II. zaprl cerkev v Hedebyju. Sčasoma je Ansgar pridobil tudi prijateljstvo Horika mlajšega in cerkev je bila pozneje ponovno odprta.
Sveti Rimbert (ok. 830–888), ki je nasledil Ansgarja, je umrl leta 888. Po njegovi smrti je misijon pri Dancih propadel, misijonarji so nadaljevali, cerkev pa so požgali, da bi izkoreninili vsak spomin na »tujo« vero.
Ribe je bil ustanovljen kot škofija za sv. Leofdaga, prvega ribeškega škofa, leta 948 pod nadzorom hamburškega nadškofa, ki ga je rimska kurija pooblastila za spreobračanje Dancev. Leofdag je bil istega leta umorjen, ko ga je hišni služabnik prebodel s sulico, ko je prečkal reko pri Ribeju. Čeprav ni bil nikoli kanoniziran, je bil Leofdag vse do reformacije čaščen kot lokalni svetnik. Njegovi posmrtni ostanki so sčasoma končali v stolnici Ribe.
Prvo kamnito stolnico je začel graditi škof Thur leta 1110 in je bila dokončana leta 1134. Lehnjak je bil uvožen iz Nemčije za izgradnjo stalne strukture, saj je bil kamen v okolici Ribeja redek vir. Stolnica je bila zgrajena v romanskem slogu s polzaobljenimi loki, ki podpirajo raven leseni strop, značilna stavba v bazilikalnem slogu, oblikovana po cerkvah v severni Nemčiji.
Danskega kralja Erika II. (dansko Erik Emune) je julija 1137 na skupščini (dansko Ting) umoril poglavar Sorte Plov v maščevanje za usmrtitev sorodnika. Kralj je bil pokopan v stolnici. Triletna vladavina kralja Erika je bila kratek premor v neizprosnem boju za danski prestol. Kralj Erik si je prislužil vzdevek krvavi Erik zaradi usmrtitve lastnega brata Haralda in desetih (ali enajstih) od dvanajstih Haraldovih sinov. Poznejši zgodovinarji so ga kljub temu v svojih spisih imenovali Erik, ki bi se ga morali spominjati (dansko Emune). Kraljev pokop je povečal ugled stolnice.
Stolnico in kapitelj je ustanovil škof Elias leta 1145. Videl je tudi dokončanje in posvetitev stolnice.
Strašen požar leta 1176 je opustošil mesto in novo stolnico. Ker stolnica Ribe ni bila popolnoma uničena, je danes najbolje ohranjena romanska stavba na Danskem. Ostanke stare cerkve so popravili in razširili z novogradnjami iz velike rdeče opeke - novega gradbenega materiala za tisti čas. Cerkev so povečali, tako da so ladjo na vsaki strani obdajale dvojne stranske ladje. V delih cerkve so povišali stare ravne strope in postavili gotske oboke.
Konec 12. stoletja so za stolnico izklesali veličastna glavna vrata. Relief nad vrati prikazuje Jezusa, ki ga snamejo s križa. Približno 50 let prej so nad glavna vrata postavili trikotni relief s prikazom Sodnega dne. Vrata se imenujejo portal z mačjo glavo zaradi dveh levov na dnu dveh stebrov, ki obdajata vrata.
Trikotni relief velja za enega največjih ohranjenih romanskih granitnih reliefov.
Približno v istem času, ko so potekala dela za obnovo stolnice, so meščani Ribe okoli mesta zgradili drugo obzidje. Ribe je bil nedvomno najpomembnejše dansko trgovsko središče tistega časa in bogastvo, ki je teklo v mesto in stolnico, je omogočilo tako drage gradnje.
Leta 1259 je bil danski kralj Krištof I. pokopan v stolnici v Ribeju. Kralj Krištof I. je bil sin Valdemarja II. in je bil izvoljen za danskega kralja po smrti svojega brata kralja Abela leta 1282. Velik del svoje energije je porabil za ohranjanje nadzora nad kraljestvom od svojega nečaka v Schleswigu. Imel je spor z velikim cerkvenikom svojega časa, Jacobom Erlendsønom, nadškofom Lunda. Argument je prišel do tega, ali ima kralj pravice do cerkve in cerkvenih uradnikov, ko nadškof ni hotel priznati Krištofovega sina Erika V. Nadškofa so zaprli in ko so ga izpustili, je Erlendsen pobegnil iz države. Kralj Krištof I. je nenadoma umrl 29. maja 1259, potem ko je spil zastrupljeno hostijo, ki jo je po govoricah prejel od opata Arnfasta iz opatije Ryd. Pokopan je bil v stolnici Ribe.
Tik pred jutranjo mašo na božični dan 1283 se je severozahodni stolp zrušil v cerkev in na ulice okoli stolnice. Več ljudi je bilo ubitih. Na njegovem mestu so postavili veliko večji meščanski stolp (dansko Borgertårnet) z idejo, da bi se dvignil veliko višje od prejšnjega stolpa. Spodnje dele novega stolpa je zasedla cerkev, zgornja nadstropja pa so služila kot arhivska shramba zapisov za mesto in kot stražni stolp. V dansko-švedskih vojnah so na vrh potegnili osem topov, da bi branili mesto pred napadom. Leta 1644 so dejansko streljali na švedske ladje.
Meščanski stolp je bil dokončan na 62 metrih, pokrivala ga je bakrena renska čelada, vključno z ozkim zvonikom na vrhu leta 1333.
Del stolnice je pogorel leta 1402 in znova so uporabili opeko za obnovo in razširitev pomožnih stavb, ki obdajajo stolnico.
Po odstavitvi pomeranskega kralja Erica VII. leta 1439 je bil njegov nečak, princ Krištof Bavarski, izbran za regenta Danske. Ko so se stvari uredile, ga je tajni svet izvolil za kralja in na skupščini v Viborgu 9. aprila 1440 razglasil za kralja Danske. Nato je bil izvoljen za kralja Norveške in nato za kralja Švedske. Njegovo kronanje za danskega kralja je potekalo 1. januarja 1443 v stolnici v Ribeju.
Leta 1536 je Danska uradno postala luteranska država. Stolnico so zaprli in menihe, ki so skrbeli za stolnico in živeli v njeni bližini, so izgnali. Stolnica je bila predmet vandalizma in zanemarjanja.
Leta 1542 Hans Tausen (1494–1561) postane luteranski superintendent/škof v Ribeju do svoje smrti leta 1561. Njegove prispevke k reformaciji na Danskem spominja njegov kip ob vznožju stolpa Maria. Leta 1560 so bili odstranjeni zadnji rimskokatoliški kipi, umetnine, oltarji in okraski, srednjeveške slike pa prelepljene.
3. septembra 1580 je mestno jedro pogorelo do tal, stolnici pa je bila prihranjena resna škoda. Večina hiš, ki so ostale v središču mesta Ribe, je iz tega obdobja.
Meščanski stolp se je delno porušil leta 1594. Ponovno so ga zgradili, vendar 10 metrov nižje kot prej, a ni bilo denarja, da bi dodali kakršen koli zvonik. Ostal je z ravnim vrhom. Med letoma 1595-97 je cerkev dobila novo prižnico, ki jo je izrezljal kipar Jens Asmussen iz Odenseja.
Leta 1634 se je močan nevihtni val v noči z 11. na 12. oktober izlil v Ribe in okoliška kmetijska zemljišča. V neurju je umrlo toliko ljudi in živali, da je dobil vzdevek velika utopitev. V eni sami noči naj bi se utopilo 8000 ljudi. Val je poplavil stolnico visoko do prižnice. Kasneje istega leta je stolnica dobila nove orgle, ki so nadomestile stare.
Leta 1696 so v Meščanski stolp vgradili novo veliko uro.
Leta 1741 je službo prevzel eden najbolj spominjanih škofov v Ribeju, Hans Adolf Brorson (1694–1764). Njegovo ime je mnogim Dancem znano kot ustvarjalca prve pesmarice za dansko luteransko cerkev. Njegova zbirka hvalnic je vključevala petinosemdeset njegovih avtorskih del. Mnogi od njih so vključeni v sedanjo pesmarico Danske narodne cerkve (dansko Folkekirken).
Leta 1843 so cerkev obnovili in takrat so tla znižali za pol metra.
Med leti 1883-1904 je bila stolnica popolnoma obnovljena. Vsak del je bil vrnjen v prvotni slog, kolikor je bilo mogoče.
V spomin na obnovo leta 1904 je umetnica in kiparka Anne Marie Carl-Nielsen (1863–1945) ustvarila tri nova vrata, vključno z novimi bronastimi vrati za glavni vhod.
Med leti 1983–1987 je apsido preuredil umetnik COBRA Carl Henning Pedersen (1913–2007). Ponovna dekoracija je bila vir velikih polemik, še preden je bila izvedena. To je vodilo do javne razstave s predlaganimi umetninami, ki je vključevala tako obiskovalce kot občane Ribe, da so prispevali svoja mnenja. Polovica povratnih informacij (od 10.000 obiskovalcev) je bila v prid projektu in ponovno okrasitev je na koncu sprejel lokalni župnijski svet in jo sprožil. Celoten incident se je izkazal kot katalizator za modernizacijo cerkvenega okrasja na Danskem in utrl pot umetnikom, kot so Mogens Jørgensen, Erik Heide, Per Kirkeby, Robert Jacobsen, Hein Heinsen, Maja Lise Engelhardt in Peter Brandes. O projektu prenove se vrti več knjig in člankov, vključno z nedavnim dnevnikom samega Carl-Henninga Pedersena iz leta 2007, stolnica v Ribeju pa je izdala brošuro o projektu.

## Oprema
V stolpih je šest zvonov; najstarejši ohranjeni zvon je leta 1456 ulil Hinrik Dobbran, zvon Melchior Lucas, največji v stolpu, iz leta 1599, najmanjši zvon iz leta 1770 pa ga je ulil J.N. Bieber, Jacobus Fr. Beselerja iz leta 1847, enega iz leta 1858, ki ga je ulil P. P. Meilstrup starejši, in enega iz leta 1869 P.P. Meilstrup mlajši.
Orgelski prospekt je od Johana Heideja iz leta 1635. Heide je bil v letih 1615-1641 izdelovalec orgel v Flensburgu. Bil je vajenec kraljevega izdelovalca orgel Nicolausa Maasa. Orgle so bile večkrat razširjene in posodobljene. Nove orgle je leta 1973 izdelal Frobenius, leta 1994 pa jih je isto podjetje povečalo. Imajo 50 piščali.
Glavni oltarni del je naslikal Ebbe Jehn Petersen.
Ladja, ki visi na prehodu, je model ladje Marie kapitana B. Cl. Jensen iz Ribeja.
Pri obnovi v poznem 19. stoletju so stene popolnoma očistili ometnih plasti. Žal je to uničilo številne bogate srednjeveške freske, ki so poživljale stene stolnice pred reformacijo. V ladji je ohranjena slika Device z malim Jezusom, na stebru pa sta upodobljena apostola Andrej in Bartolomej. Jurij in zmaj sta ohranjena v severnem transeptu.
V stolnici je ohranjenih več epitafov iz preteklosti. Najstarejšo je postavil kralj Valdemar za svojega sina leta 1231. V južnem transeptu je kapela admirala Alberta Skeela, delno iz peščenjaka in finih lesenih rezbarij.
V cerkvi, kjer je pokopan, visi epitaf za Hansa Tausena. Njegov nagrobnik so prestavili ob vhod v Meščanski stolp.
Ohranjeni so tudi drugi pomembni nagrobniki, vključno s tistim za kralja Krištofa I. iz leta 1259. Iverja Munka, zadnjega rimskokatoliškega škofa škofije Ribe, lahko dobesedno vidimo, saj je njegov nagrobnik portret. V stolnici je pokopan tudi Hans Adolph Brorson (1694–1764), škof v Ribeju.

## Rued Langgaard
Od leta 1939 do svoje smrti je poznoromantični skladatelj Rued Langgaard (1893–1952) služil kot organist v stolnici. Zaradi zavračanja njegovega dela s strani glasbene ustanove si ni mogel zagotoviti službe v Kopenhagnu. Njegove takrat nekonvencionalne glasbene skladbe so bile v nasprotju s skladbami njegovih sodobnikov in so bile splošno priznane šele po njegovi smrti.

## Galerija
- Model ladje Captain B. Cl. Jensen
- Prižnica, delo Jensa Asmussena
- Apsida, Carl Henning Pedersen
- Bronast krstilnik, 1375
- Orgle
- Epitaf škofa Ivarja Munka
- Sv. Jurij in zmaj

## Drugi viri
- Danhostel Ribe: Ribe Cathedral. Well-sourced info.
- Kevin Knight: Ancient See of Ribe, New Advent
- Ribe Domkirke, Kirkeweb (English: Churchdesk). Official homepage for Ribe Cathedral. (dansko)
- Danmarkshistorien.dk: Erik Emune ca. 1090-1137, Aarhus University (dansko)
- Hans Nyholm (1996): Kirkeklokker i Danmark, Hikuin (Moesgård) (dansko)